# Kraft (Sport)

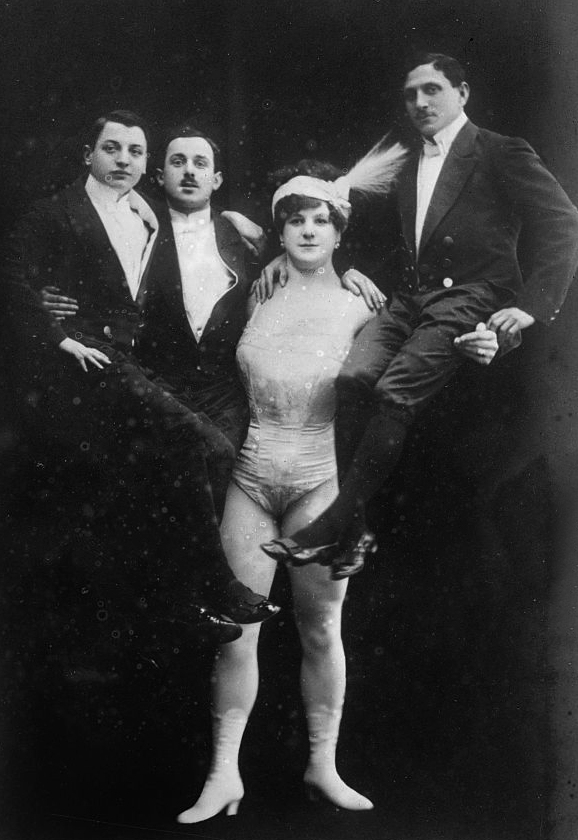
Katharina Brumbach nimmt drei Männer auf den Arm

Kraft bezeichnet die Fähigkeit des Nerv-Muskel-Systems durch Muskelkontraktion Widerstände zu überwinden (konzentrische Arbeit), ihnen entgegenzuwirken (exzentrische Arbeit) oder sie entgegengesetzt der Schwerkraft zu halten (statische Arbeit). Bei diesen Kräften handelt es sich tatsächlich um Kräfte im physikalischen Sinn. Man unterscheidet zwischen Maximalkraft, Schnellkraft, Reaktivkraft und Kraftausdauer. Körperliche Kraft kann durch Training gestärkt werden; besonders wird dafür das Gewichtheben angewendet. Die Kraft eines Sportlers ist abhängig von der Verteilung der FT- und ST-Phasern, dem Muskelquerschnitt, der Technik, der Motivation oder Willensstärke, der inter- und intramuskulären Koordinationsfähigkeit und der Energiebereitstellung. Die Kraft ist der konditionellen Fähigkeit zuzuordnen.

## Kraftarten
- Die Maximalkraft bezeichnet die größtmögliche Kontraktion, die das Nerv-Muskelsystem willkürlich gegen einen Widerstand aufwenden kann. Sie ist abhängig vom Muskelquerschnitt und dem Maß der Koordination innerhalb und zwischen den beteiligten Muskeln. Da alle anderen Kraftarten von ihr abhängig sind, wird sie auch als Basiskraft bezeichnet.
- Die Absolutkraft ist die Summe aus der Maximalkraft und den Kraftreserven. Diese Kraftreserven können nur bei starker Gefahr, wie der Lebensgefahr, mobilisiert werden. Bei Untrainierten betragen die Kraftreserven ca. 30 %, bei Trainierten bis zu 10 %.
- Die Schnellkraft bezeichnet die Fähigkeit eines Muskels, in möglichst kurzer Zeit eine möglichst hohe Kraft zu erzeugen, um Widerstände zu überwinden. Sie wird zum Beispiel bei Sportarten benötigt, die eine schnelle Reaktion des Sportlers erfordern, wie Tennis oder Boxen. Sie ist von der Maximalkraft, Explosivkraft und Startkraft abhängig.
- Kraftausdauer ist die Eigenschaft, Arbeit über einen längeren Zeitraum zu verrichten und dabei entstehende Ermüdungserscheinungen der Muskeln zu kompensieren. Wiederkehrende Widerstände müssen in einem bestimmten Zeitraum mehrmals überwunden werden. Sie hängt neben dem Muskel auch stark vom Zustand des Herz-Kreislaufsystems ab.
- Die Schnellkraftausdauer ist die Ermüdungswiderstandsfähigkeit gegen unregelmäßig wiederkehrende, kurze, schnelle Bewegungen.